# I Ульпиева когорта пафлагонцев
I Ульпиева конная когорта пафлагонцев (лат. cohors I Ulpia Paphlagonum equitata) — вспомогательное подразделение армии Древнего Рима.
В связи с существованием II и III Ульпиевых конных когорт пафлагонцев из отрывка одной надписи делается вывод, что была также и I когорта, которая тоже, по всей видимости, являлась конной. Есть предположение, что данное подразделение формировалось специально для парфянского похода Траяна, но, очевидно, оно просуществовало весьма недолгое время. Возможно, когорта была даже уничтожена в этой кампании. С другой стороны, если принять за истину, что она находилась в Сирии, как и её сестринские когорты, то, возможно, когорта погибла в результате восстания Бар-Кохбы.